# Leposava Miljković Vitanović
Leposava Miljković Vitanović (Leskovac, 1882 — 1960) prva je leskovčanka koja je završila dva fakulteta u inostranstvu – filozofski fakultet i studije medicine. Jedan od osnivača i učesnika prve Generalna skupština ogranaka Srpskog lekarskog društva za leskovčki, vlasotički i jablanički okrug, održane u Leskovcu, 1. marta 1947. godine, u zgradi Higijenskog instituta. Kao lekar bila je veliki humanista i dobročinitelj, zbog čega je bila omiljena među sirotinjom jer im je ukazivala lekarsku pomoć, uglavnom bez nadoknade, i rado je odlazila u njihove domove da ih leči i stara se o njihovom zdravlju.

## Život i karijera
Rođena je u leskovcu 1882. godine. U Sofiji je 1911. godine završila studije istorije i geografe. Kada su se završili balkanski ratovi, Leposava Miljković upisala je Medicinski fakultet u Ženevi. Studirala je medicineu uz materijalnu podršku svoje majke, Aleksandre. Bila je stipendistkinja Dekanata Medicinskog fakulteta u Ženevi. Nakon prve uspešno završene godine, stipendiranje njenih studijaje preuzela je Srbija. Studije medicine završila je 1919. godine.
Po završetku studija medicine vraća se u Srbiju i počinje da radi u Sreskoj bolnici u Leskovcu. Po ukazu prestolonaslednika, budućeg kralja Aleksandara II Karađorđevića, premeštena je 1921. godine i postavljenja za sekundarnog lekara Okružne bolnice u Prištini.
Zatim je radila u Sjenici, Novom Pazaru, Vranju, Velesu da bi sa 1936. godine ponovo vratila u rodni grad u kome je bila asistenta banske bolnice u Leskovcu.
U osvit Drugog svetskog rata postavljena je za upravnka bolnice u Lebanu gde ostaje do oslobođenja Jugoslavije, kada se vraća u Leskovac i u njemu radi do penzionisanja.
Vitanović je bila ambiciozna žena. Završila je dva fakulteta  i govorila četiri jezika (francuski, bugarski, nemački i latinski).
Preminula je 1960. godine u Leskovcu u kome je sahranjena na gradskom groblju.

## Literatura
- Ljiljana Stojanović, Ivana Ristić, Mirjana Mijajlović, Iz ženskog ugla — Zaslužne žene Leskovca Beograd : Žene u crnom, 2012. (Novi Sad : Studio Denik). - 46 str.